# Địa chính
Địa chính đề cập đến một cuốn sách trong đó một quốc gia ghi lại các điều kiện cơ bản của đất đai. Nội dung của nó thường bao gồm vị trí, ranh giới, quyền sở hữu, chất lượng, số lượng và việc sử dụng đất, và đôi khi bao gồm cấp đất, giá đất và các tài liệu liên quan, dữ liệu và bản đồ. Địa chính được thành lập và quản lý bởi nhà nước, và nội dung cốt lõi của nó là quyền sở hữu đất đai. Đất đai là nền tảng của sự thành lập đất nước và cũng là nền tảng của nền kinh tế quốc gia và sinh kế của người dân. Các bài tiểu luận công khai của Mạnh Tử Tengwen nói: "Lòng nhân từ sẽ bắt đầu từ ranh giới của thế giới" và "ranh giới của ranh giới sẽ phổ biến với người dân". Điều này có thể hiểu được tầm quan trọng của địa chính. Quản lý đất đai là mẹ của chính phủ, và tính đúng đắn của địa chính ảnh hưởng đến quyền và lợi ích của người dân, và nó cũng là cơ sở cho tất cả các cơ quan hành chính nhà nước.

## Lịch sử

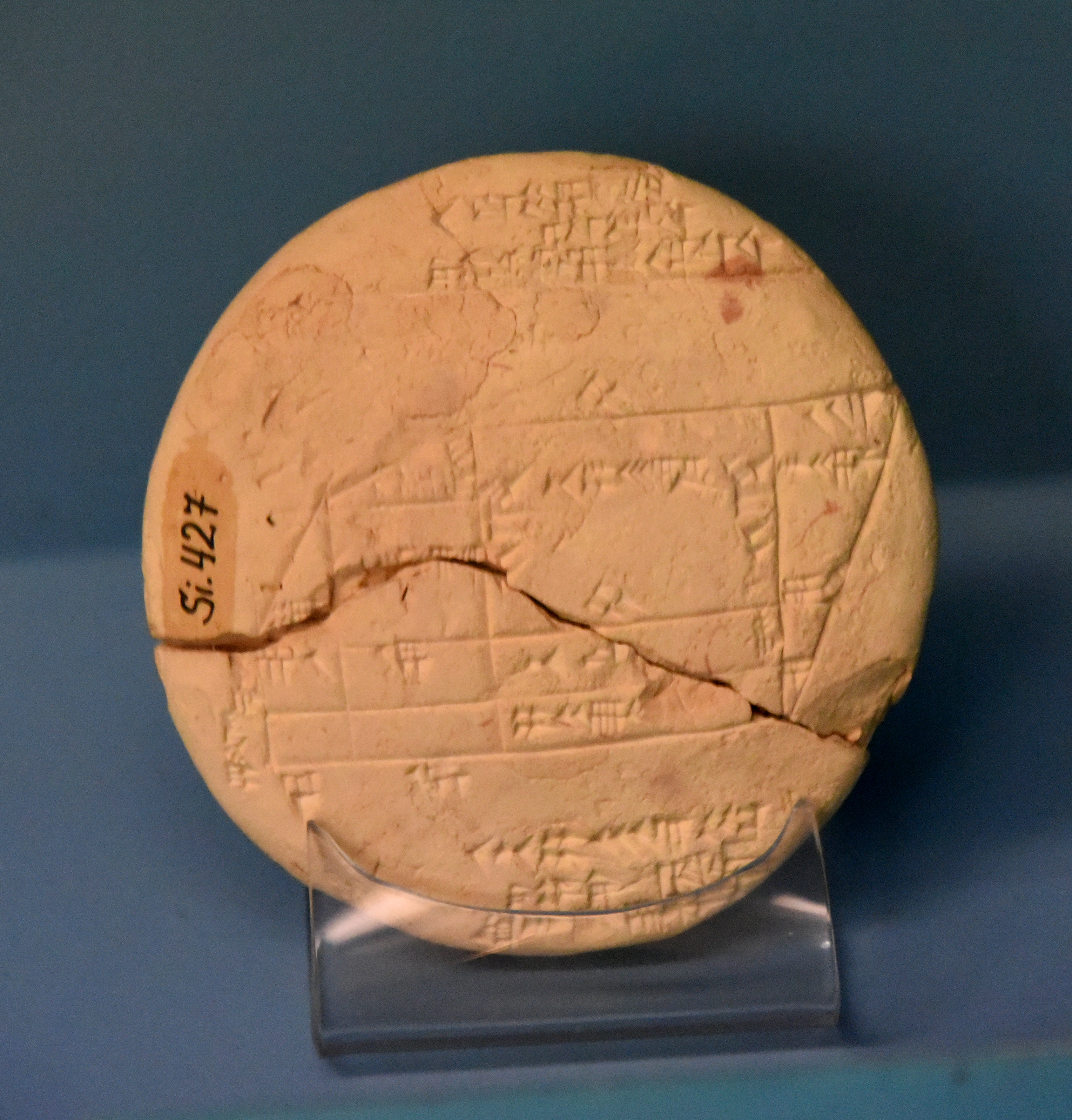
Một văn bản địa chính được viết bằng tiếng Akkadian trên máy tính bảng bằng đất nung. Từ thế kỷ 18 trước Công nguyên tại Sippar, Irac và được tổ chức bởi Bảo tàng Phương Đông cổ đại, Istanbul

Trong thời cổ đại, địa chính đề cập đến sổ đăng ký đất đai, một loại sổ đăng ký hiện trường hoặc sổ sách do nhà nước thành lập để đánh thuế. Địa chính sớm nhất trong lịch sử chỉ mô tả và ghi lại vùng đất, và không liên quan đến các tòa nhà hoặc công trình trên đất. Vào thế kỷ 18, với những thay đổi sâu sắc trong cấu trúc xã hội, việc sử dụng đất đã được đa dạng hóa và sự phát triển của công nghệ đo lường cũng cung cấp một hệ thống tham chiếu địa lý chính xác cho địa chính. Vào thế kỷ 19, ở châu Âu, với những thay đổi trong cơ cấu kinh tế, đã có nhu cầu bảo vệ quyền sở hữu và quyền sử dụng đất tốt hơn, và địa chính trở thành một công cụ bảo vệ quyền sở hữu. Với sự phát triển của xã hội, ngoài một số nội dung truyền thống, địa chính hiện đại bao gồm một số hồ sơ điều tra các thuộc tính tự nhiên, tình trạng kinh tế xã hội và tình trạng pháp lý của đất đai và liên kết của nó.

## Bản đồ

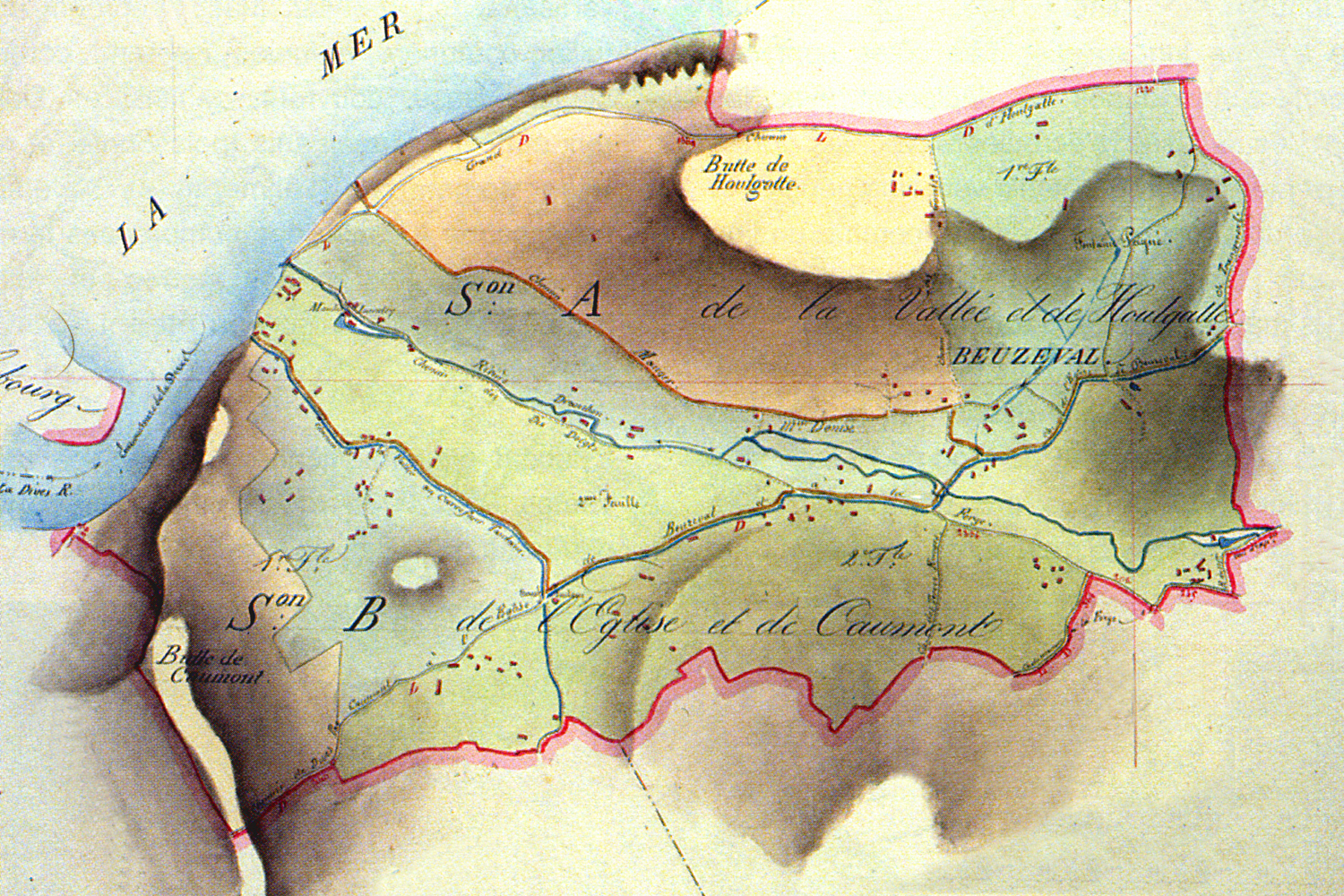
Một bản đồ phẳng của thành phố Beuzeval của Pháp, được vẽ vào năm 1826

Một bản đồ địa chính là một bản đồ cho thấy ranh giới và quyền sở hữu của khu đất. Một số bản đồ địa chính hiển thị thêm chi tiết, chẳng hạn như tên quận khảo sát, số nhận dạng duy nhất cho bưu kiện, chứng nhận số tiêu đề, vị trí của các cấu trúc hiện tại, số phần hoặc số lô và các khu vực tương ứng của chúng, tên đường liền kề và liền kề, kích thước ranh giới được chọn và tham chiếu đến bản đồ trước.
Các Trung tâm Dịch vụ ven biển Mỹ NOAA (CSC) đã phát hành một công cụ web địa chính để minh họa ngoài khơi năng lượng gió phù hợp của bờ biển phía Đông khu vực.

## Xu hướng
Liên đoàn Khảo sát Quốc tế (FIG) đã đề xuất địa chính là CADASTRE 2014 như sau. http://www.fig.net/cadastre2014/ Lưu trữ ngày 14 tháng 3 năm 2023 tại Wayback Machine
1. Địa chính 2014 đại diện cho tất cả các tình huống pháp lý liên quan đến đất đai. Nó bao gồm các quyền và quy định chung.
2. Tách bản đồ và địa chính (sổ đăng ký) sẽ bị loại bỏ.
3. Sẽ không có bản đồ giống như sổ cái. Từ bây giờ, đó là thời đại của mô hình hóa (không theo tỷ lệ) bản đồ.
4. Sẽ không có đăng ký đất đai (đăng ký) bằng giấy và bút chì.
5. Đăng ký đất đai (đăng ký) 2014 sẽ được tư nhân hóa cao. Các tổ chức công cộng và tư nhân sẽ làm việc chặt chẽ với nhau.
6. Địa chính (đăng ký) 2014 sẽ thu hồi chi phí.

Từ những điều trên, địa chính không chỉ tạo ra một bản đồ chính xác mà còn bao quát tất cả các vùng đất bất kể khu vực công và tư nhân, và mục đích sử dụng của nó rất đa dạng, vì vậy thông tin sử dụng được xem xét đầy đủ Có thể nói. Đơn giản hơn, đó là dữ liệu kỹ thuật số của đất đai bao gồm các đăng ký được liên kết với các bản đồ chính xác, nhưng không cần phải nói rằng GIS (Hệ thống thông tin địa lý) được ghi nhớ.